# Jean de Koven
 (février 2023).
Si vous disposez d'ouvrages ou d'articles de référence ou si vous connaissez des sites web de qualité traitant du thème abordé ici, merci de compléter l'article en donnant les références utiles à sa vérifiabilité et en les liant à la section « Notes et références ».
Jean de Koven, née le 29 mars 1915 à Boston aux États-Unis et morte assassinée 23 juillet 1937 à La Celle-Saint-Cloud en France était une danseuse américaine de la Compagnie The Miracle de Broadway que l'on retrouva assassinée durant l'hiver 1937, cinq mois après sa mort.

## Biographie
Jean de Koven était arrivée de New York avec le paquebot Normandie en compagnie de sa tante Ida Sackheim en France en juillet 1937 à l'occasion de l'Exposition universelle de Paris. Elle disparut le 23 juillet, enlevée par un mystérieux et beau jeune homme prétendant se nommer Bobby Hunter après que celui-ci fut venu la chercher à Paris au Studio Hôtel du Quartier latin (de nos jours l'hôtel Atlantis de Saint-Germain-des-Prés) où elle résidait. Hunter prétendait vouloir lui faire visiter la capitale. De ce jour, plus personne ne vit la jolie jeune femme vivante. Il fallut attendre l'arrestation d'Eugène Weidmann cinq mois plus tard pour que les enquêteurs déterrent son cadavre qui avait été enterré sous le perron de la sinistre villa La Voulzie située avenue Pigault-Lebrun à La Celle-Saint-Cloud. Elle fut la première victime du tueur en série à la personnalité insondable et aux motivations obscures qui lui valurent de la part de sa talentueuse avocate (Renée Jardin Birnie[réf. souhaitée]) le surnom de « Ténèbres ». Le matin de son exécution (le 17 juin 1939), aux pieds de la Veuve, à la question « Avant de quitter la société des hommes et de vous présenter face au Jugement Divin, une famille en pleurs vous conjure de répondre à cette question, et cela pour la paix de votre âme : avez-vous violé Mademoiselle de Koven ? », il répondit : « Non je ne l'ai pas touchée ! »
Un service funéraire fut donné au West End Funeral Chapel, au 200 West 91 Street à New York, le 31 décembre 1937 par le rabbin Isaac Mortimer Bloom, rabbin du Temple Oheb Sholom qui connaissait Jean de Koven depuis qu'elle était enfant et qui disait d'elle qu'« elle possédait quelque chose de supérieur, de magique qui allait au-delà de sa simple beauté, une lumière qui la rendait si différente, et qu'elle avait su garder de l'enfance ».